# ケラムボス
ケラムボス（古希: Κέραμβος, Kerambos）は、ギリシア神話の人物である。海神ポセイドーンとオトリュス山のニュムペーのエイドテアーの子エウセイロスの子。オトリュス山麓に住む羊飼い、音楽家。

## 神話
コロポーンのニーカンドロスの『変身物語』に基づくアントーニーヌス・リーベラーリスの物語によると、ケラムボスはオトリュス山麓で羊の世話をしながら暮らしていた。ケラムボスは歌い手として優れた才能を持ち、山のニュムペーたちを歌で楽しませた。また羊飼いの笛を発明し、誰よりも早くリュラー（竪琴）の魅力に気づいて演奏をはじめ、多くの歌を作曲した。そのため、牧神パーンはケラムボスに忠告し、来たる冬が非常に厳しいものとなるので、山を下りて平野で牧畜することを勧めた。しかしケラムボスは傲慢さから山から下りようとしなかった。さらにニュムペーたちの父がゼウスではなく、河神スペルケイオスとデイノー（写本ではデイナ）の間に生まれたと言ったり、またポセイドーンとニュムペーの1人ディオパトラーの恋物語を語って嘲笑した。するとニュムペーたちは激怒し、霜を降らせて渓谷の水を凍てつかせた。さらに大雪を降らせ、ケラムボスの羊たちを雪の下に埋もれさせてしまった。ケラムボス自身はニュムペーたちによってカブトムシ（ケラムビュクス）に変えられた。